# 臨洮県
臨洮県（りんとうけん）は、中華人民共和国甘粛省定西市に位置する県。県人民政府の所在地は洮陽鎮。
後漢末の董卓の郷里でもあり、三国時代の魏は隴西郡狄道県と改称して、配置した。

## 行政区画
12鎮、6郷を管轄：
- 鎮：洮陽鎮、八里鋪鎮、新添鎮、辛店鎮、太石鎮、中鋪鎮、峡口鎮、竜門鎮、窯店鎮、玉井鎮、衙下集鎮、南屏鎮
- 郷：紅旗郷、上営郷、康家集郷、站灘郷、漫窪郷、連児湾郷

## 交通

### 道路
- 高速道路
  - 蘭海高速道路
  - S2 蘭郎高速道路
- 国道
  - G212国道

## 馬家窯文化
圏内の馬家窯村からは、5000年以上前の新石器時代後期の土器が発見され、古くから地域に文化が築き上げられていたことが判明している。これら文化は馬家窯文化と命名されている。